# سينغوبتا نيل إندرا
إندرانيل سينغوبتا (بالإنجليزية: Indraneil Sengupta)‏، (مواليد 8 سبتمبر 1974)، هو ممثل وعارض أزياء هندي، بدأ مسيرته الفنية عام 1999.

## الأعمال
- ساتياغراها
- إمبراطور

## وصلات خارجية
- سينغوبتا نيل إندرا على موقع IMDb (الإنجليزية)
- سينغوبتا نيل إندرا على موقع قاعدة بيانات الفيلم (الإنجليزية)